# Беендорф (Округ Берде)
Беендорф (њем. Beendorf) град је у њемачкој савезној држави Саксонија-Анхалт. Једно је од 35 општинских средишта округа Берде. Према процјени из 2010. у граду је живјело 957 становника. Посједује регионалну шифру (AGS) 15083060.

## Географски и демографски подаци
Беендорф се налази у савезној држави Саксонија-Анхалт у округу Берде. Град се налази на надморској висини од 130 метара. Површина општине износи 6,8 km². У самом граду је, према процјени из 2010. године, живјело 957 становника. Просјечна густина становништва износи 140 становника/km².

## Међународна сарадња
| Мјесто | Држава    | Врста сарадње | Од    |
| ------ | --------- | ------------- | ----- |
|        | Француска | партнерство   | 2006. |
| Извор  |           |               |       |